# Maroua
La ville de Maroua est le chef-lieu de la région de l'Extrême-Nord du Cameroun et du département du Diamaré. La Communauté urbaine de Maroua instaurée en 2008 est constituée de trois communes d'arrondissement avec une population urbaine estimée à plus de 300 000 habitants en 2022. Certaines sources contestent ce chiffre et estiment plutôt que sa population atteindrait le million (1 070 000). Capitale régionale, centre commercial et artisanal, ville universitaire, elle se place comme l'une des plus peuplées et des plus importantes du Cameroun. Maroua est historiquement une ville touristique. Elle dispose de nombreux hôtels.

## Géographie

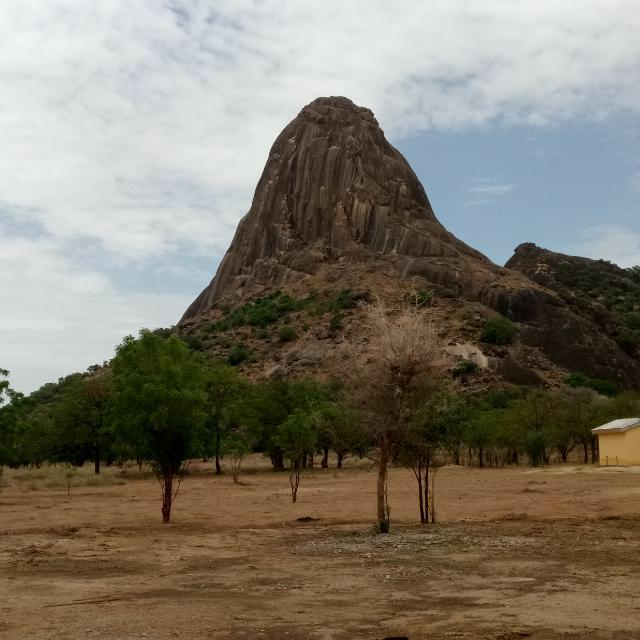
Le pic de Mindif à Maroua.

La ville est située sur la route nationale 1 (axe N'gaoundéré-Kousseri) à 1 312 km au nord de la capitale Yaoundé au confluent des cours d'eau Mayo Kaliao et Mayo Tsanaga dans le bassin versant du Lac Tchad.

### Climat
Le climat est de type tropical, sec et chaud, presque semi-désertique. La température moyenne annuelle est de 28,3 °C. La moyenne annuelle des précipitations atteint 794 mm.
La ville est quadrillée par de grandes avenues bordées d'arbres qui apportent un peu de fraîcheur.

## Histoire
La ville a été occupée par les Guiziga au xviie siècle et les Mofu au xviiie siècle. Les Peuls s'y installeront plus tard.

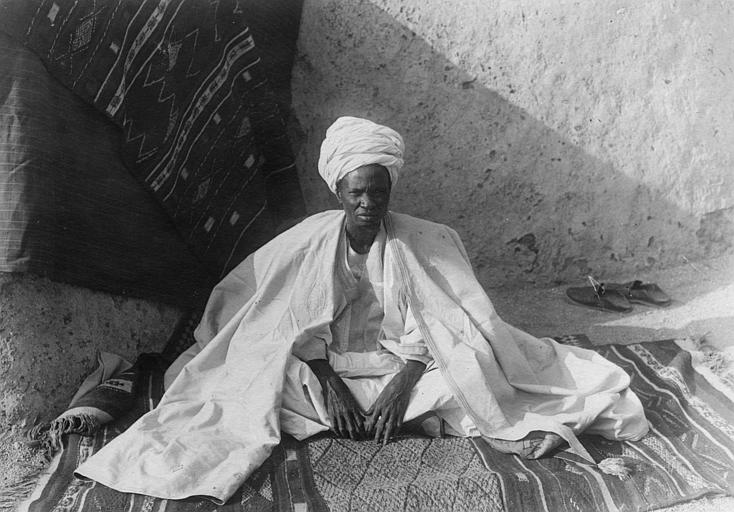
Le lamido de Maroua en 1918.

La ville tire son nom de celui de la communauté Marwa (prononcé Marva en guiziga), première commune installée sur la localité à l'arrivée des colons allemands. La prononciation est francisée en Maroua au départ des Allemands et à l'arrivée des colons français.

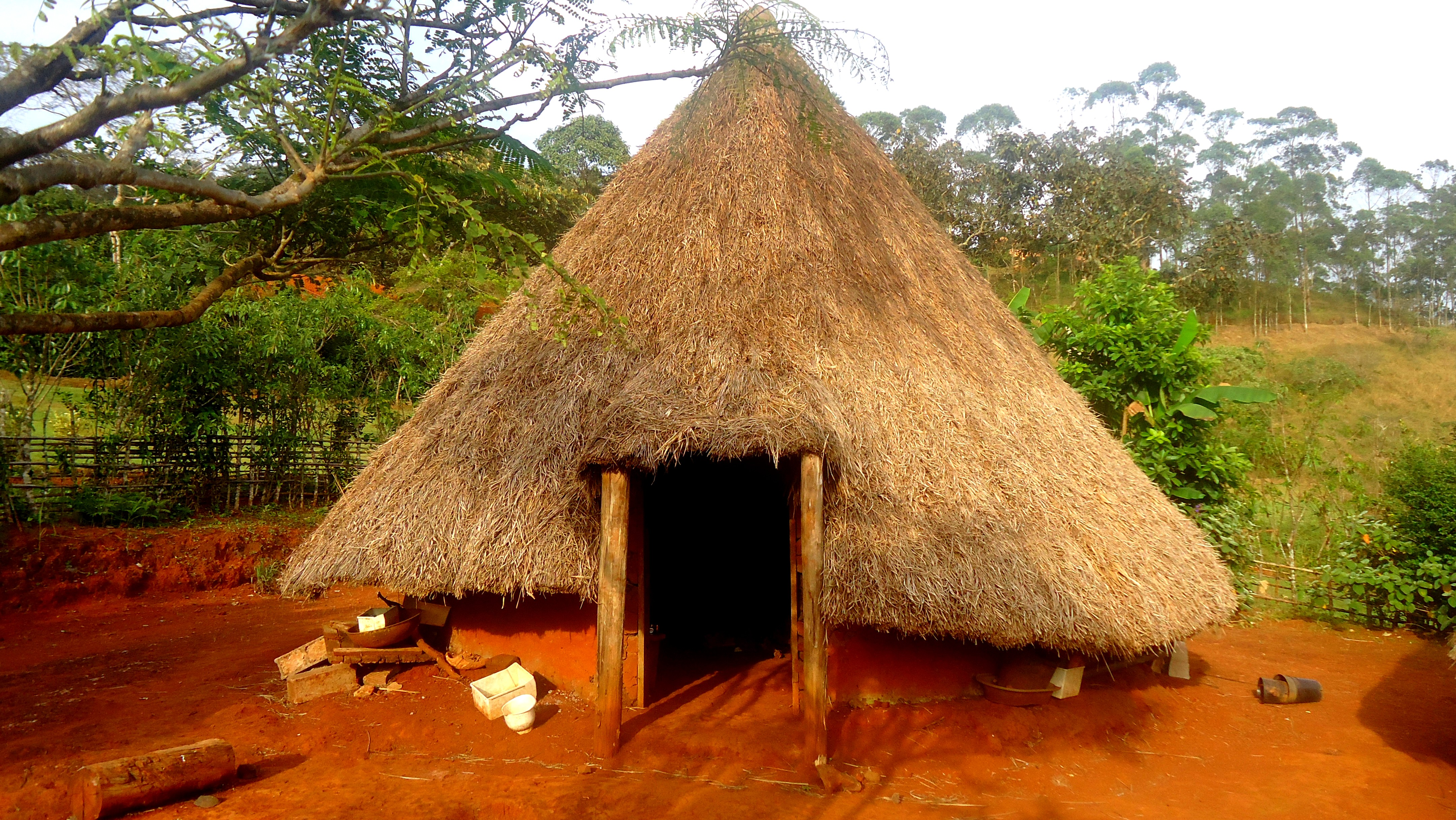
Case du grand Nord.

## Population
Les populations de Maroua est très mosaïque. En plus des ethnies autochtones (Guiziga, Mofu et les Foulbé (peuls) du Diamaré), on y retrouve quasiment toutes les ethnies du Nord-Cameroun :  Toupouri, Massa, Mafa, Mousgoum, Kotoko, Arabes-Choa, Moundang, Mousgum, Mandara (Kanuri, Zoulgo, Podoko, Mada, etc.), Laka, Guidar, Dii, Gbaya, Fali, Kapsiki, etc. La langue peule est la plus parlée dans le Nord-Cameroun et dans la ville de Maroua en particulier.
L'évolution démographique est relevée par l'Orstom puis par les recensements de la population. La population urbaine connait un accroissement annuel de 2,67 % sur la période 1987-2005. Sa population a énormément augmenté depuis la création de l'université. La ville subit l'influence importante de l'exode rural. A cela, il faut ajouter une population estudiantine d'origine tchadienne.
| 1933   | 1953   | 1970   | 1976   | 1987    | 2005    |
| ------ | ------ | ------ | ------ | ------- | ------- |
| 13 600 | 17 000 | 35 000 | 67 187 | 123 450 | 201 371 |

## Quartiers
- Maoundiwo
- Hardé
- Domayo
- Douggoï
- Doursoungo
- Kongola
- Doualare
- Founangue
- Diguirwo
- Djarengol
- Baoliwol
- Koutbawo
- Palar
- Zileng
- Ouro tchede
- Zokok
- Kakatare
- Barmare
- Lopere
- Pitoaré
- Ponré
- Louguewo
- Patchiguinari
- Congoré
- Djoudandou
- Mayel-ibbé
- Bamaré

## Administration
La ville de Maroua est divisée en trois communes d'arrondissement, la commune d'arrondissement de Maroua 1er, avec à sa tête Hamadou Hamidou, celle de Maroua 2e qui est dirigée par Abdoulaye Sinele depuis les élections municipales en février 2021 et la commune de Maroua 3e, dirigée par Sadou.
La communauté urbaine de Maroua a été créée le 17 janvier 2008 et est dirigée (en 2017) par Robert Bakari connu sous le nom de Bakary Yaware.
| Communes d'arrondissement | Superficie (km2) | Population totale (2005) | Population urbaine (2005) | Population rurale (2005) | Chef-lieu |
| ------------------------- | ---------------- | ------------------------ | ------------------------- | ------------------------ | --------- |
| Maroua I                  | 367,6            | 134 934                  | 88 554                    | 46 380                   | Domayo    |
| Maroua II                 | 48,82            | 108 902                  | 74 136                    | 34 766                   | Doualaré  |
| Maroua III                | 119,2            | 86 574                   | 38 681                    | 47 893                   | Douggoi   |
| Maroua                    | 535,62           | 330 410                  | 199 371                   | 129 039                  |           |

## Éducation

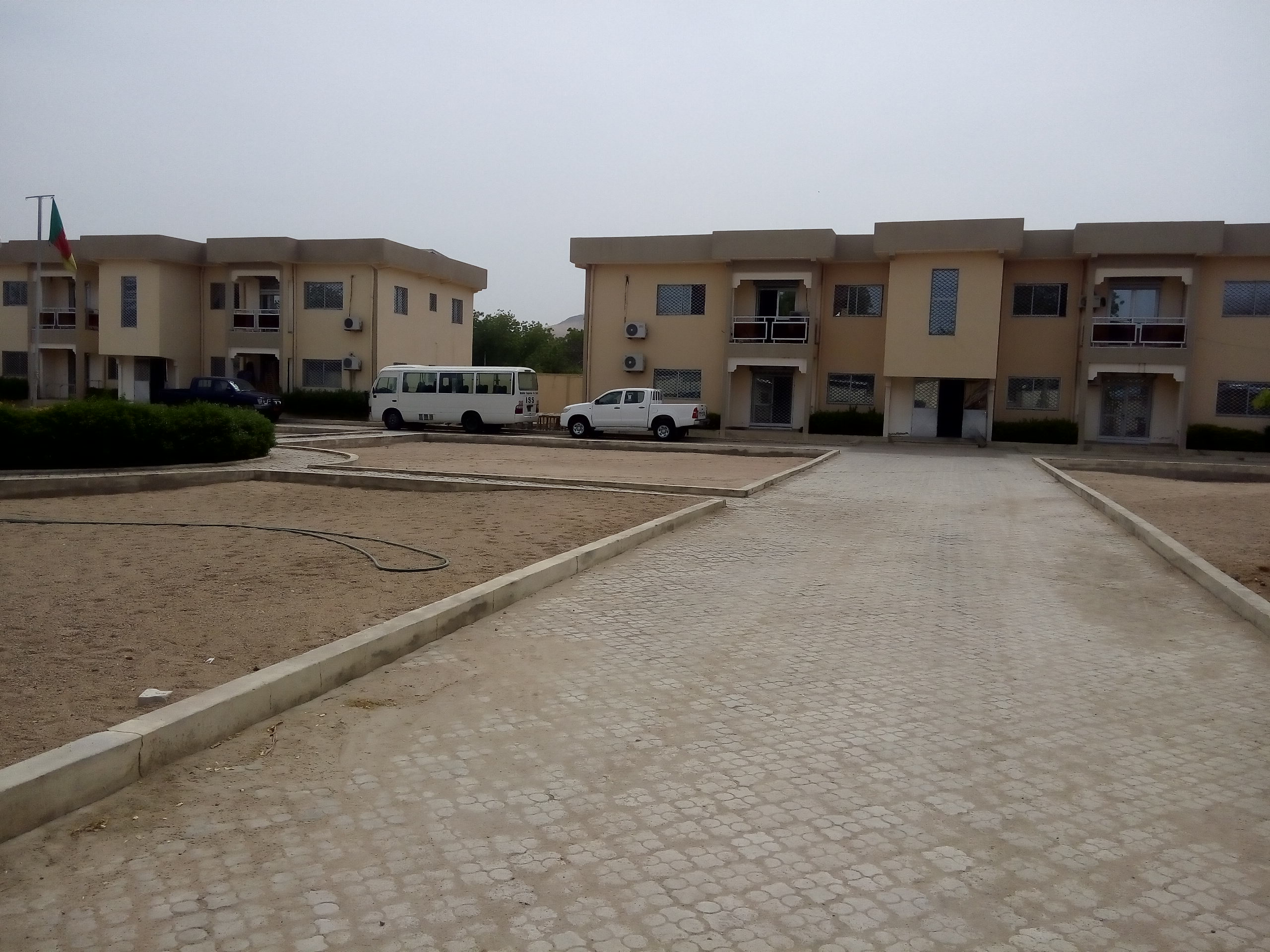
Rectorat de l'université de Maroua.

Liste des Lycées d'enseignement général : Lycée classique et moderne, Lycée bilingue, Lycée bilingue de Maroua Domayo, Lycée de Kakataré, Lycée de Doualaré, Lycée de Kongola, Lycée de Hardé, Lycée de Meskine, Lycée de Ouro Tchédé, Lycée de Gayack, Lycée de Makabaye et Lycée de Ngassa.
Liste des lycées d'enseignement technique : Lycée technique de Maroua, Lycée technique de Doualaré et Lycée technique de Salak.
Il faut également citer le CES (Collège d'Enseignement secondaire) de Palar, un des plus grands quartiers de la ville.
La ville de Maroua connaît de nombreux établissements secondaires privés et laïcs : Le CTM-CETI (établissement baptiste d'enseignement technique jusqu'au Bac), Collège Bilingue Jacques de Bernon (Catholique), Collège islamique SABIL, Collège adventiste, Collège privé Siddi Djaoro, Collège protestant, etc. Maroua I compte 7 collèges et 5 lycées. Maroua II compte 2 collèges et 3 lycées. Maroua III compte 2 collèges et 5 lycées.
L'université de Maroua a été créée le 9 août 2008. Elle comprend différentes Facultés (Faculté des Arts, Lettres et Sciences humaines, Faculté des Sciences économiques et de Gestion, Faculté des Sciences juridiques et politiques et Faculté des Mines et des industries pétrolières basée sur le site de Kaélé), l'École normale supérieure et l'École nationale supérieure polytechnique. Une branche de cette université existe dans la ville de Kousséri. Le CRA (Collège régional d'agriculture) de Maroua est une branche de la Faculté de sciences agronomique de Dschang dans la région de l'Ouest du pays.

## Économie

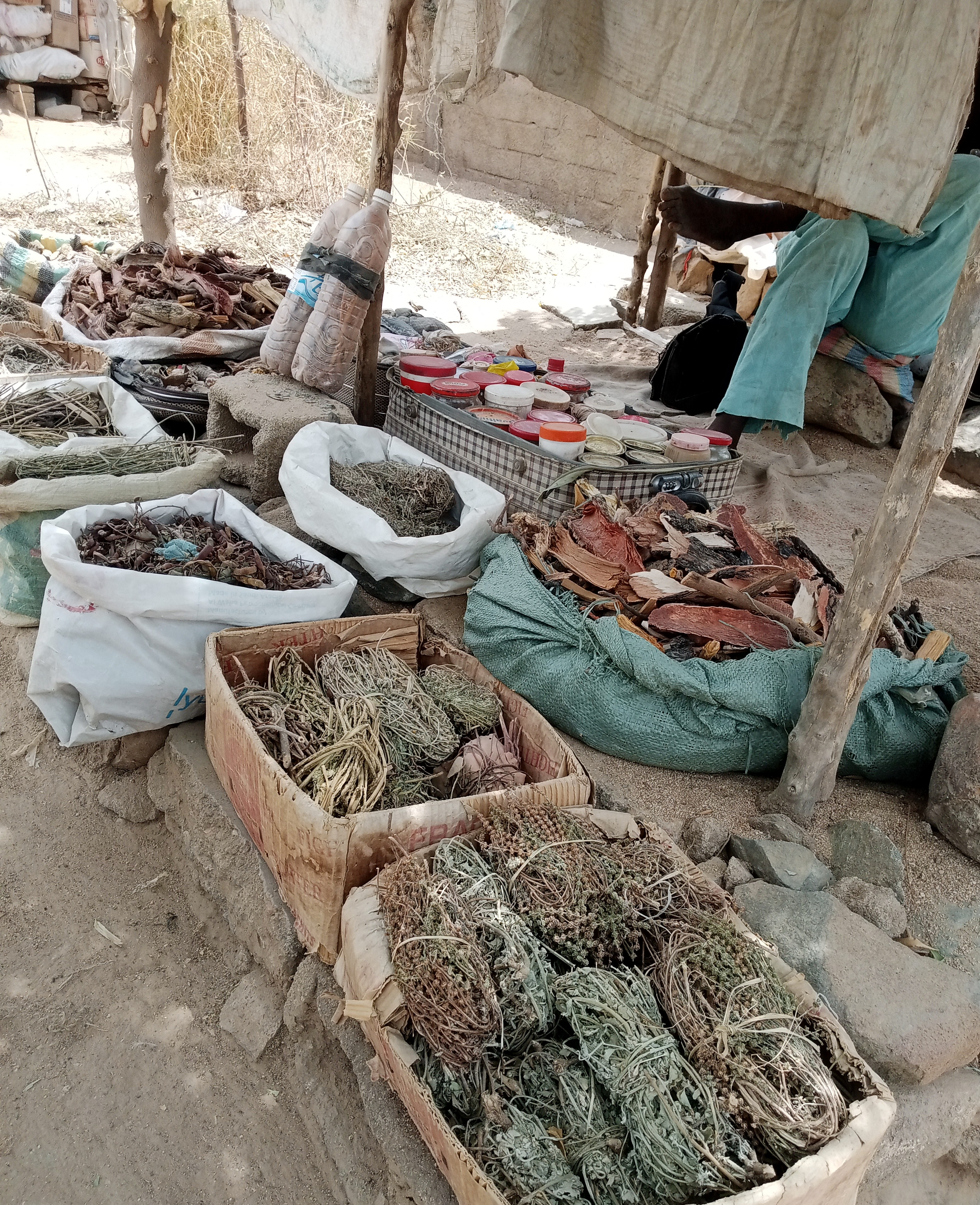
Vente de médicaments traditionnels à Maroua.

Maroua est connue pour son dynamisme économique. Ses différents marchés grouillent de monde. Attirant de nombreux touristes, elle est très célèbre pour son activité artisanale et son marché où s'attroupent quotidiennement tanneurs, potiers, tailleurs, tisserands et forgerons.
Le centre artisanal, situé à l'entrée du marché central, regroupe une cinquantaine d'artisans qui proposent sur leurs étalages des nappes de tables brodées ou tissées à la main, des tapis de cuir, des babouches, des sacs à main en peau de crocodile ou de serpent, etc. Un autre centre artisanal, plus moderne, se situe à l'entrée de la ville, côté carrefour Para.
Maroua est connue notamment pour ses imposants champs de gingembre et pour la fabrication de liqueur de gingembre.

## Lieux de culte
Parmi les lieux de culte, il y a principalement des mosquées musulmanes. Il s'y trouve aussi des églises et des temples chrétiens : Diocèse de Maroua-Mokolo (Église catholique), Église évangélique du Cameroun (Communion mondiale d'Églises réformées), Église presbytérienne camerounaise (Communion mondiale d'Églises réformées), Union des églises baptistes du Cameroun (Alliance baptiste mondiale), Union des Eglises Evangéliques au Cameroun (UEEC), Eglise Fraternelle Luthérienne du Cameroun, Eglise Evangélique Luthérienne du Cameroun, Mission du plein évangile Cameroun (Assemblées de Dieu).

## Transports

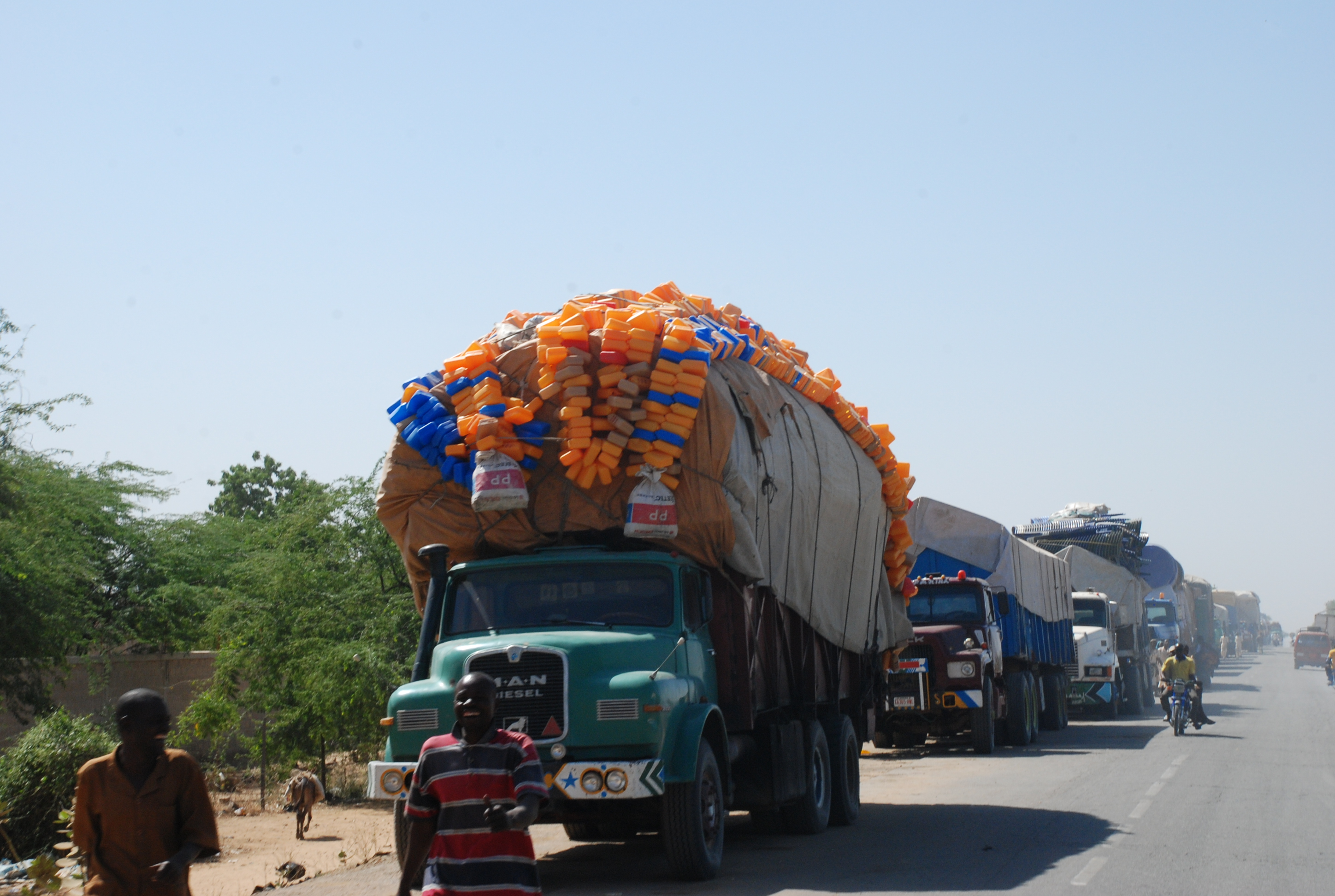
Transport de marchandises à Maroua (2009).

La ville est reliée par transport aérien grâce à l’Aéroport international de Maroua Salak.
En tant que capitale régionale, elle est reliée à Garoua, Kousseri, Ndjamena et Maiduguri par la route nationale n°1. Cette route est en mauvais état ce qui double les temps de trajet. La voirie urbaine, actuellement en plein chantier, est en très mauvais état dans toute la ville.
Maroua chef lieu de la région de l'extrême Nord Cameroun est relié au Tchad par le pont sur le Logone qui sépare la ville de Yagoua à la ville tchadienne Bongor, représentant la 2e infrastructure de ce type à relier le Tchad au Cameroun.
Le principal moyen de transport urbain est le moto-taxi.

## Sport
Les activités sportives courantes sont : le football, la lutte traditionnelle. Le Kohi Club de Maroua, aujourd'hui moins en vue, est son équipe de football historique.

Lutte traditionnelle
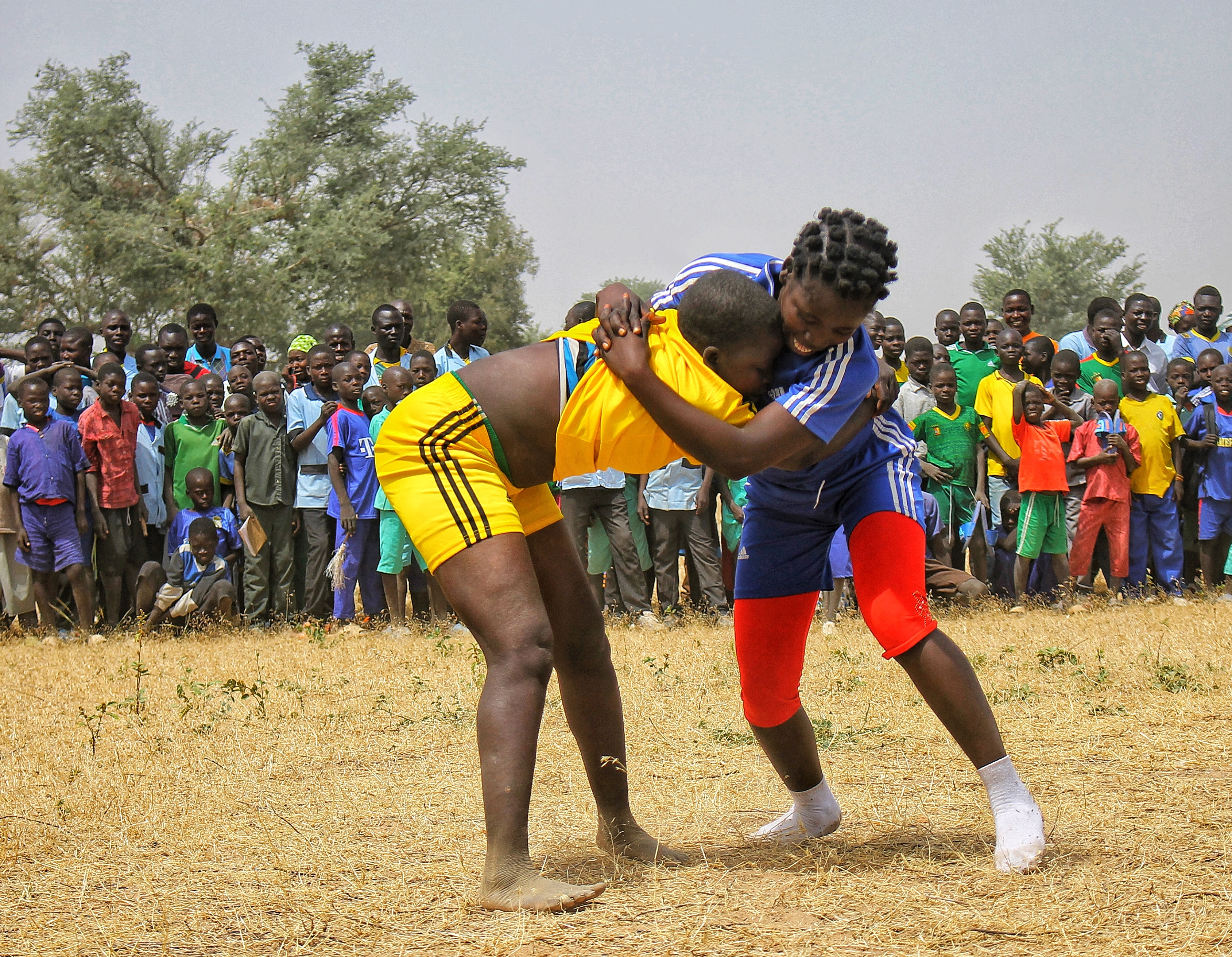
Lutte féminine
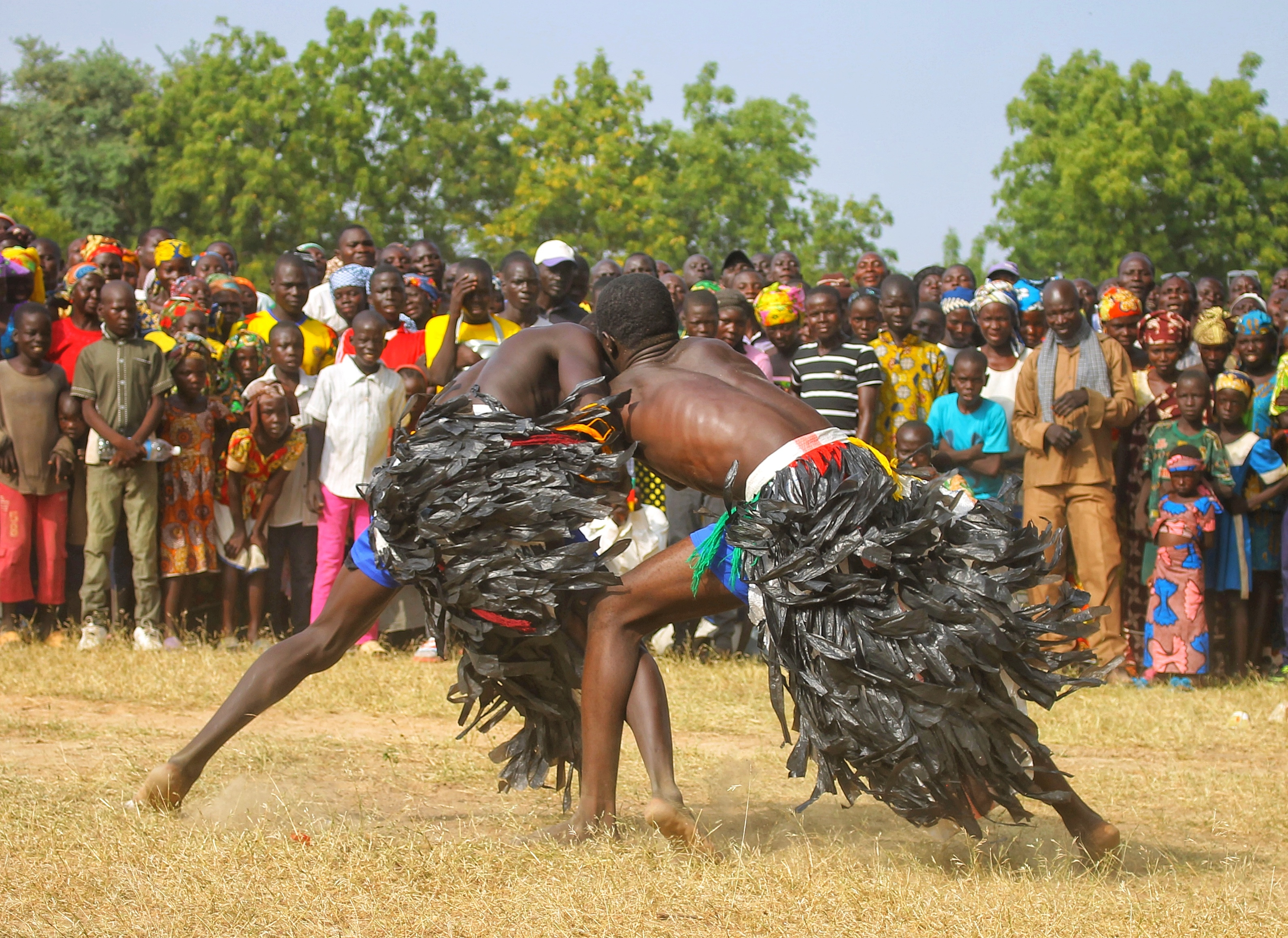
Lutte masculine

## Personnalités liées à la ville

### Nées à Maroua
- Sylvie Nantcha (1974), femme politicienne afro-allemande.
- Garga Haman Adji (1944), homme politique
- Hamadou Moustapha (1945), homme politique
- René Sadi (1948), homme politique
- Djaïli Amadou Amal (1975), femme de lettres et militante féministe
- Estelle Johnson (1988), footballeuse
- Jean Bapidi (1989), footballeur
- Aminou Bouba (1991), footballeur
- Tilo Frey (1923 - 2008), femme politique suisse
- Yaya Mbilé Bitang (11 septembre 1978), actrice de cinéma et Metteuse en scène de théâtre.

### Ayant vécu à Maroua
- Aissa Doumara Ngatansou, militante contre les violences faites aux femmes

## En littérature
- Une partie du roman Au commencement du septième jour, de Luc Lang, 2016, est supposée s'y dérouler.
- Le roman Cœur du Sahel, de Djaïli Amadou Amal, 2022, se passe à Maroua.